# Spinomantis brunae
Spinomantis brunae är en groddjursart som först beskrevs av Andreone, Glaw, Vences och Denis Vallan 1998.  Spinomantis brunae ingår i släktet Spinomantis och familjen Mantellidae. IUCN kategoriserar arten globalt som starkt hotad. Inga underarter finns listade i Catalogue of Life.